# Carracedo de la Sierra
Carracedo de la Sierra (llamada oficialmente Santiago de Carracedo da Serra) es una parroquia y un lugar del municipio español de La Gudiña, en la provincia de Orense, Galicia.

## Toponimia
La parroquia también es conocida por el nombre de Santiago de Carracedo de la Sierra.

## Geografía
La parroquia está situada a unos 8,5 km al noroeste de la capital del municipio.
Cabe destacar el paisaje montañoso, estando enclavado dentro de la denominada "Sierra seca", con poco arbolado y mucho monte bajo.
Pertenece a la zona de influencia Conso-Frieiras tanto por orografía como por cultura.
Está enclavado dentro del Camino de Santiago Sanabrés.

## Organización territorial
La parroquia está formada por  dos entidades de población:

### Entidad de población
Entidad de población que forma parte de la parroquia:
- Carracedo da Serra

### Despoblado
Despoblado que forma parte de la parroquia:
- Campairos

## Demografía

### Parroquia
| Gráfica de evolución demográfica de Carracedo de la Sierra (parroquia) entre 2000 y 2022 |
|                                                                                          |
| Datos según el nomenclátor publicado por el INE.                                         |

### Lugar
| Gráfica de evolución demográfica de Carracedo da Sierra (lugar) entre 2000 y 2022 |
|                                                                                   |
| Datos según el nomenclátor publicado por el INE.                                  |

## Patrimonio
En el pueblo hay un folión que participa básicamente en el Entroido de Vilariño de Conso.
La iglesia parroquial pertenece al barroco y ,como está en el Camino de Santiago, tiene en el alto del campanario a Santiago a caballo y la concha en la fachada.